# Cộng hòa Nhân dân Krym
Cộng hòa Nhân dân Krym (tiếng Tatar Krym: Qırım Halq Cumhuriyeti) (tiếng Nga: Крымская народная республика) tồn tại từ tháng 12 năm 1917 đến tháng 1 năm 1918 trong bán đảo Krym, một lãnh thổ hiện đang tranh chấp giữa Liên bang Nga và Ukraina. Cộng hòa Nhân dân Krym là nước cộng hòa dân chủ Thổ Nhĩ Kỳ và Hồi giáo đầu tiên trên thế giới. Khi thành lập, Cộng hòa Nhân dân krym là một trong nhiều nỗ lực ngắn ngủi để tạo ra các quốc gia mới sau Cách mạng Nga năm 1917 đã khiến Đế quốc Nga sụp đổ.

## Chính phủ
Vào ngày 28 tháng 12, Qurultay đã thành lập một chính phủ cộng hòa (Hükümet).
- Bộ trưởng Bộ Tư pháp - Noman Çelebicihan (chủ tịch)
- Bộ trưởng Bộ Quốc phòng - Cafer Seydahmet Kırımer (cũng là Bộ trưởng Bộ Ngoại giao)
- Bộ trưởng Bộ Giáo dục - Ahmet Özenbaşlı
- Bộ trưởng Bộ Tài chính - Seyitcelil Hattat (cũng là Bộ trưởng Quỹ)
- Bộ trưởng Tôn giáo - Ahmet Şükrü